# Cyttomimus stelgis
Cyttomimus stelgis är en fiskart som beskrevs av Gilbert, 1905. Cyttomimus stelgis ingår i släktet Cyttomimus och familjen Zenionidae. Inga underarter finns listade i Catalogue of Life.